# Van Himbeeck

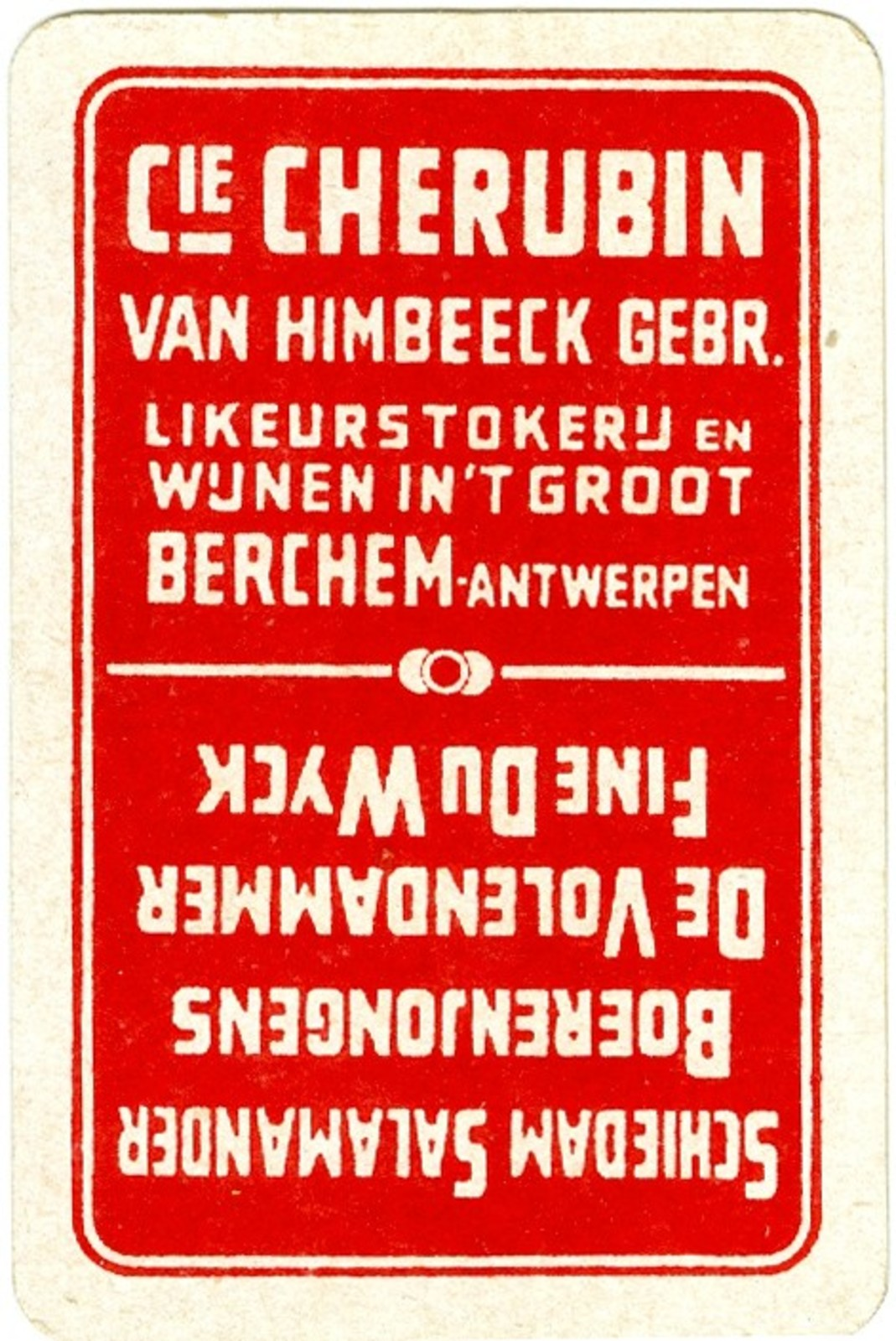
Een speelkaart voor stokerij Van Himbeeck

Van Himbeeck was een likeurstokerij uit Antwerpen. 

## Geschiedenis
De gebroeders Van Himbeeck richtten een eigen stoomlikeurstokerij op in Berchem. Het gebouw genaamd 'Compagnie Chérubin' bevond zich oorspronkelijk in de Uitbreidingsstraat. Later verhuisde de stoomstokerij naar het centrum van Antwerpen in de Falconrui. In 1983 werd het bedrijf de productie overgenomen door nv Simkens uit Borsbeek. 